# 고다마정
고다마정(児玉町)은 사이타마현 북서부 고다마군에 있던 인구 약 2만 1천명을 가지고 있었던 정이다.
2006년 1월 10일에 (구)혼조시와 신설 합병해 새로운 혼조시(혼조시의 1지구)가 됨에 따라 소멸하지만 주소는 여전히 '혼조시 고다마초○○'와 '정'을 포함해 표기한다.(읽기는 '혼죠시 메아리초○○'이다.)

## 역사
- 1889년 4월 1일 - 정촌제 시행으로 고다마군 고다마정이 성립하였다.
- 1955년 3월 20일 - 정촌합병촉진법에 따라 고다마정, 가나야촌, 아키히라촌, 모토이즈미촌이 합병해 새로운 고다마정이 되었다.
- 2006년 1월 10일 - (구)혼조시와 신설 합병해 새로운 혼조시가 됨에 따라 소멸하였다.

## 교통

### 도로
- 간에쓰 자동차도: 혼조코다마 나들목
- 국도 254호선
- 국도 462호선

### 철도
- 동일본 여객철도
  - 하치코 선: 고다마역